# Eumorpha obliquus
Espèce
Eumorpha obliquus est une espèce d'insectes lépidoptères de la famille des Sphingidae, sous-famille des Macroglossinae, de la tribu des Philampelini et du genre Eumorpha.

## Description
L' envergure est 130-136 mm. Elle est semblable à Eumorpha anchemolus, mais l'aile antérieure est plus courte, plus large avec une marge encore extérieure. Il y a un fort contraste entre la moitié basale généralement claire et la moitié apicale plus sombre de la face dorsale de l' aile antérieure. La partie inférieure du corps et des ailes est rose-jaunâtre.

## Répartition et habitat
Répartition
L’espèce est connue au Belize, au Guatemala, au Nicaragua, au Costa Rica et au sud de la Bolivie. Les sous-espèces sont présentes au Brésil et à la Guadeloupe.

## Biologie
- Les adultes volent toute l'année.

- Les larves se nourrissent sur les espèces de raisin. Les larves de la sous-espèce guadelupensis ont été vues sur Cissus sicyoides .

## Systématique
- L'espèce Eumorpha obliquus a été décrite par les entomologistes britanniques Lionel Walter Rothschild et Heinrich Ernst Karl Jordan, en 1903, sous le nom initial de Pholus analis[1].

### Synonymie
- Pholus obliquus Rothschild & Jordan, 1903
- Pholus obliquus guadelupensis Chalumeau & Delplanque, 1974
- Pholus obliquus orientis Daniel, 1949

### Taxinomie
- Eumorpha obliquus obliquus (Belize, Guatemala, Nicaragua et Costa Rica au sud de la Bolivie)
- Eumorpha obliquus guadelupensis (Chalumeau & Delplanque, 1974) (Guadeloupe)
- Eumorpha obliquus orientis (Daniel, 1949) (Brésil)

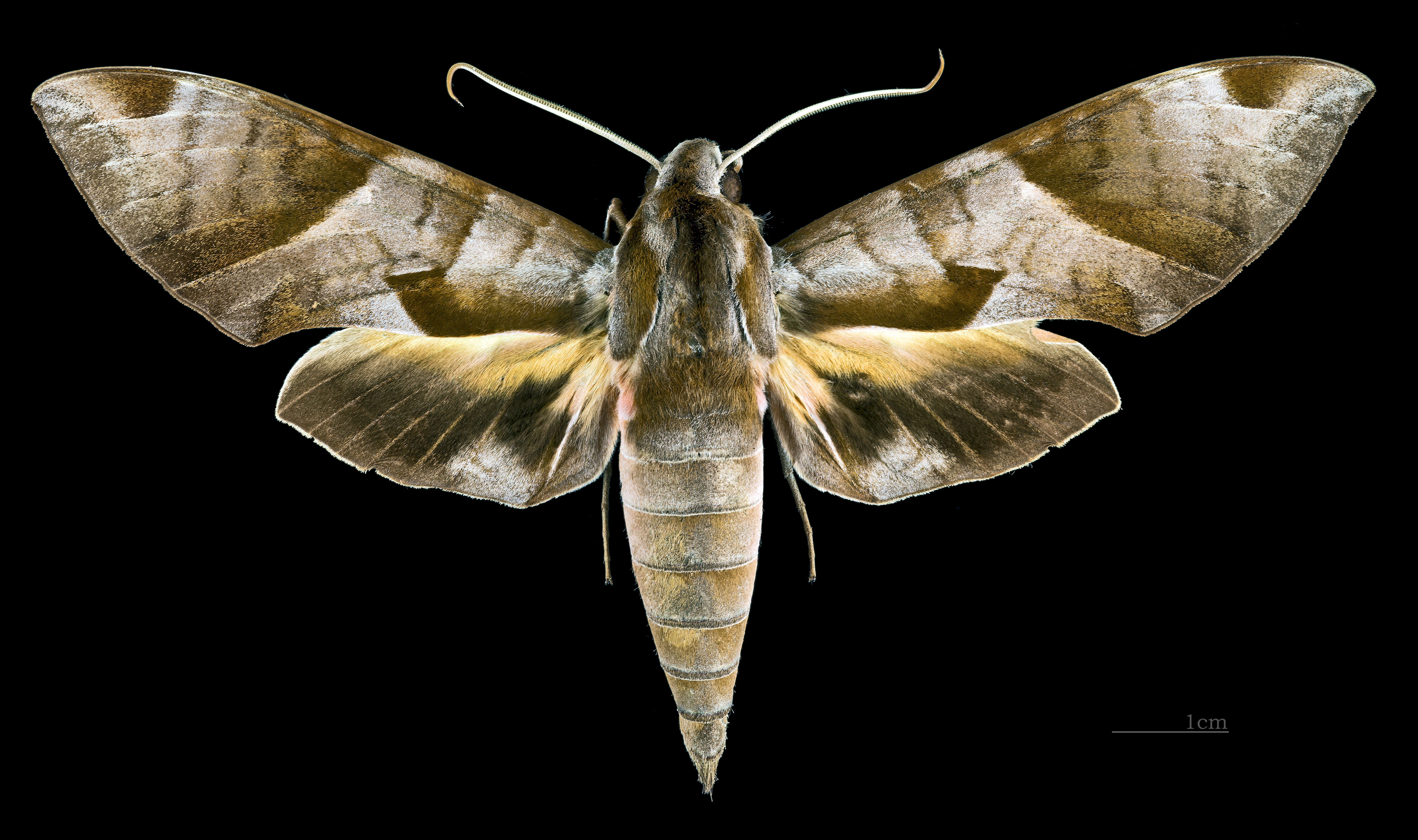
Eumorpha obliquus guadelupensis face dorsale mâle MHNT
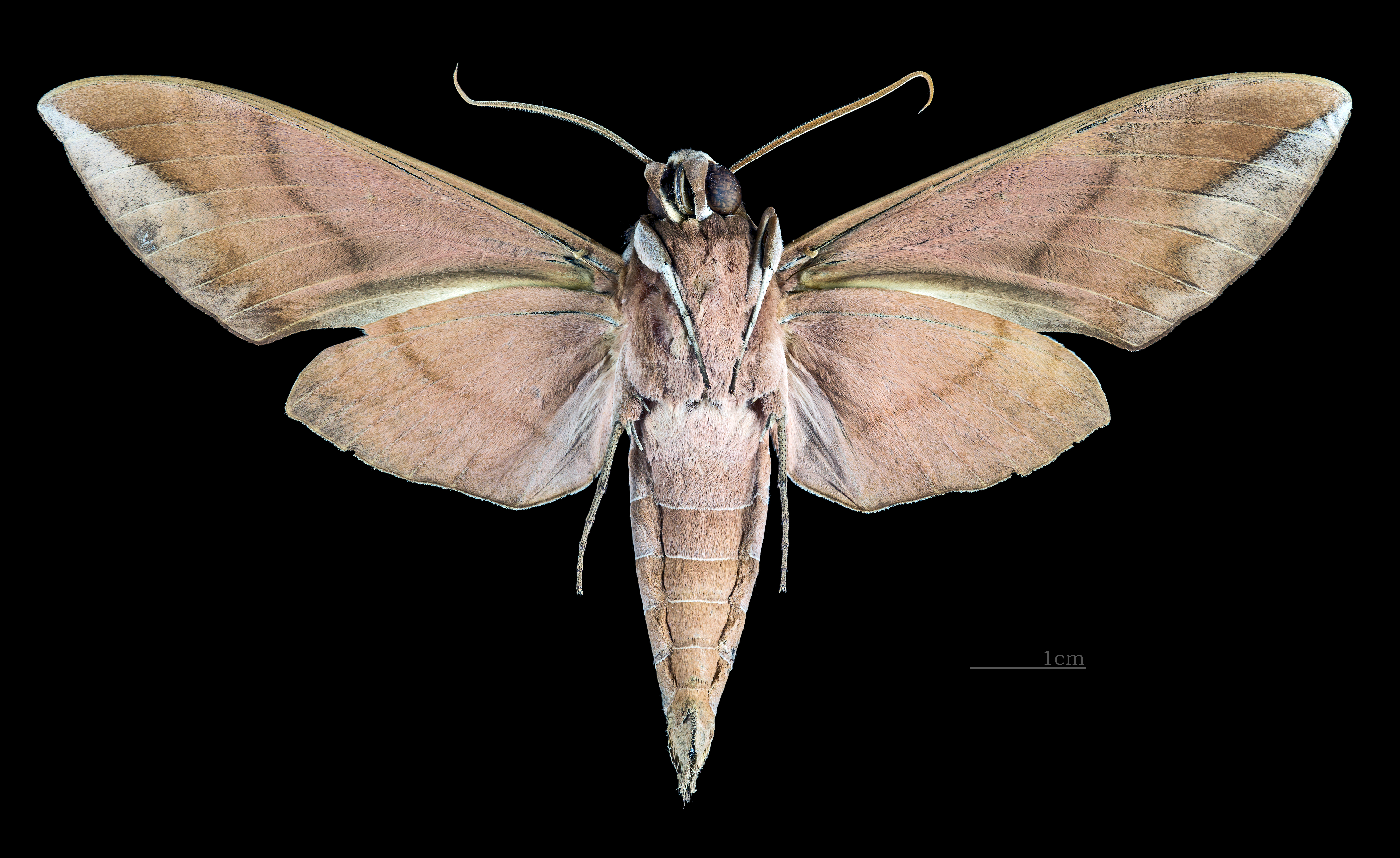
Eumorpha obliquus guadelupensis revers mâle MHNT
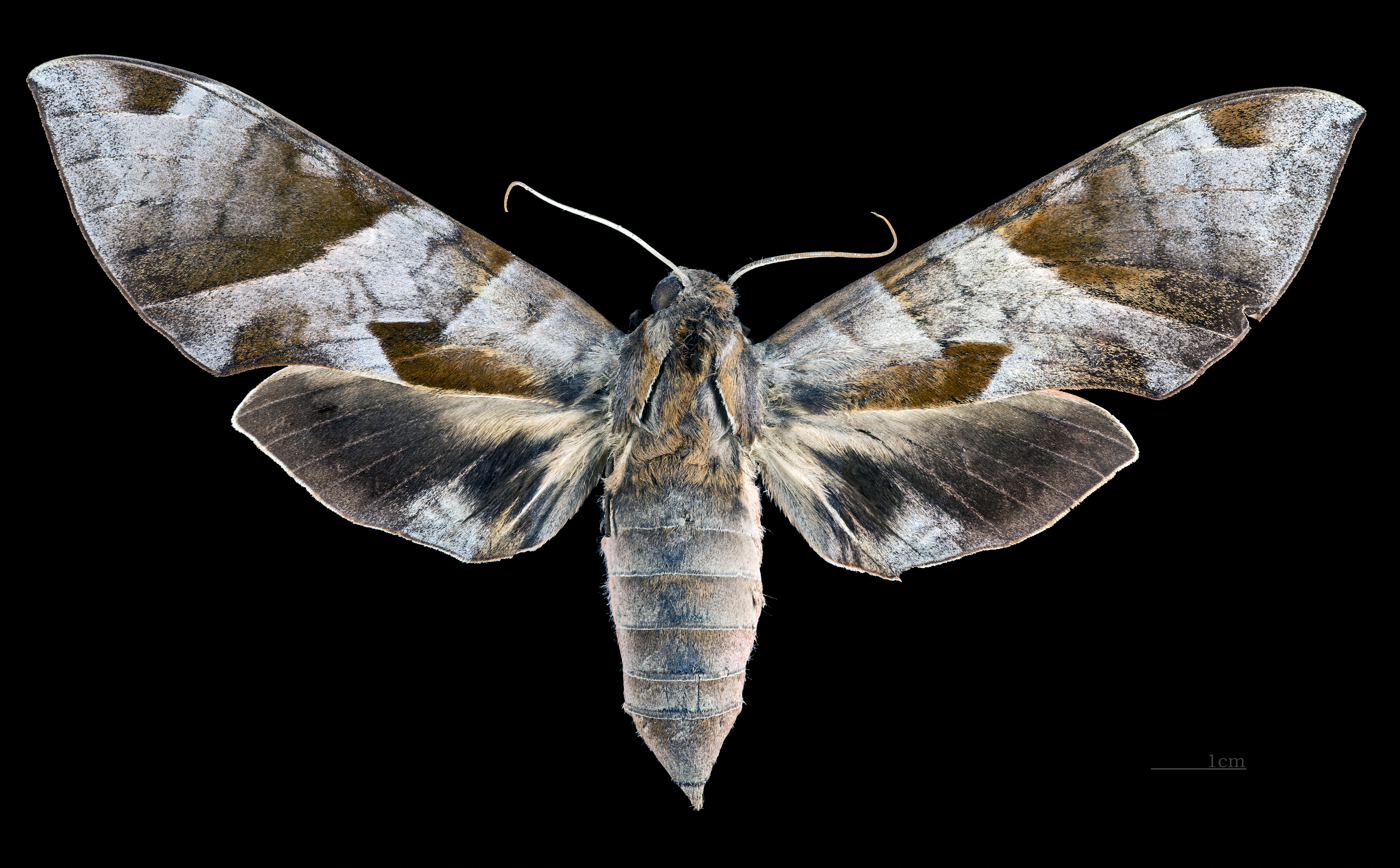
Eumorpha obliquus guadelupensis face dorsale femelle MHNT
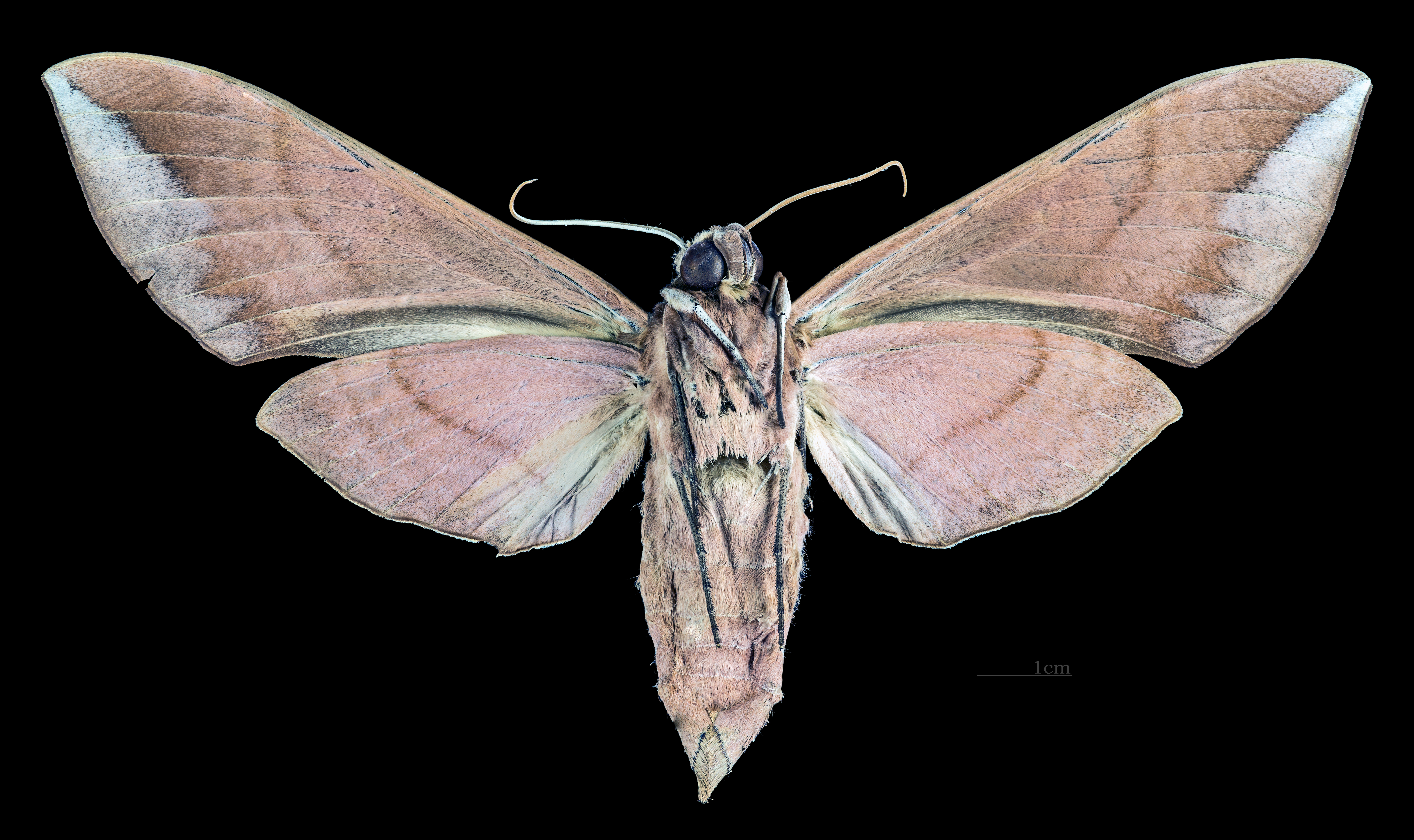
Eumorpha obliquus guadelupensis revers femelle MHNT